# Pazo de Fontelo
El Pazo de O Fontelo es una antigua mansión barroca del siglo XVIII ubicada en el núcleo tradicional de O Fontelo, en la parroquia de Aiazo y municipio de Frades (La Coruña). Recibió otros nombres como Casa de Ramos o Pazo de Ramos, si bien a día de hoy, y debido a la división de su propiedad, su designación por ubicación es la más adecuada.

## Características

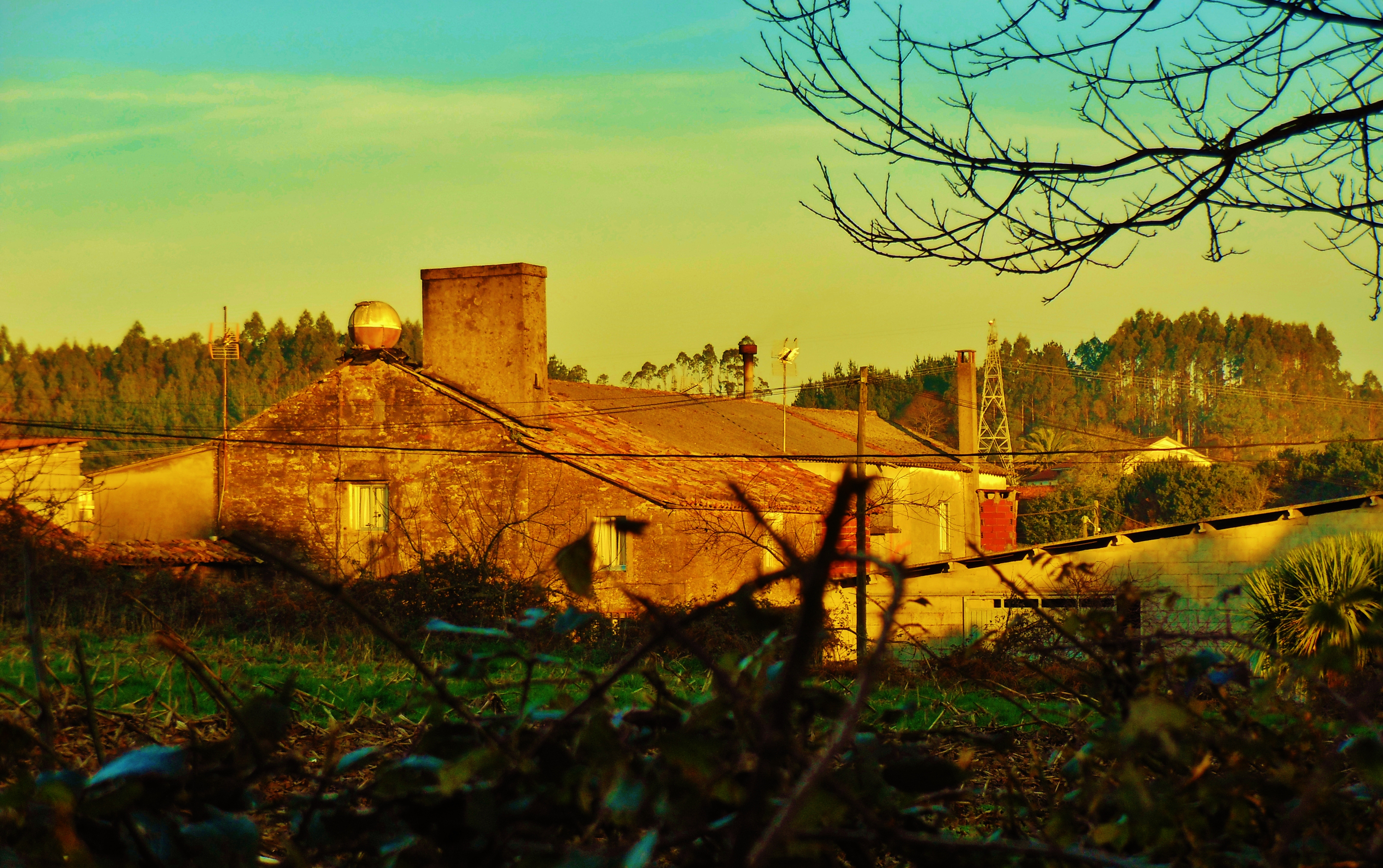
Fachada oeste del Pazo de Fontelo, alterado por sus múltiples remodelaciones

Una única nave compone el pazo original. De unos 25 metros de largo por 12 de ancho, el pazo fue erigido en sillarejo de esquisto y granito con ornamentación de cantería en esquinales, dinteles, jambas y alféizares. En la fachada oeste se erige una prominente chimenea de sillarejo. A los más de 600 m² de vivienda se le añadían alpendres complementarios, la mayoría hoy desaparecidos. Su construcción presentó complicaciones iniciales al no encontrarse roca dura para asentar los cimientos del edificio, problema que se solventó creando un lecho de madera carbonizada.
Su construcción fue ordenada en torno a finales del siglo XVII y principios del XVIII, siendo probablemente concluida en algún momento del siglo XVIII. En ella se estableció el linaje Ramos, familia acaudalada, terrateniente, bien posicionada en la sociedad gallega y conocida por sus contactos e influencias en las élites gallegas y españolas del momento. Los cabezas de familia eran conocidos, sobre todo, por manifestar apoyo a Carlos María Isidro de Borbón durante las guerras carlistas del siglo XIX. Por aquel entonces, el núcleo de Fontelo era un pujante centro socioeconómico en el entorno rural en el que se encontraba. La Casa de Ramos se erigía así sobre el pueblo, destacando por su prominencia y envergadura. Previa a la constitución del municipio de Frades en 1834 a partir del Decreto de Javier de Burgos, Fontelo funcionaba como núcleo administrativo del entorno para diferentes aspectos, siendo la Casa de Ramos el principal lugar para ese fin.
A comienzos del siglo XX, diversos repartos de herencias dieron lugar a la división del pazo en varias viviendas, pasando además las mismas a diferentes familias mediante venta. Dos divisiones internas transformaron la nave principal en tres viviendas adosadas y contiguas, siendo el origen de diversas remodelaciones que alterarían para siempre la estructura y características originales de la mansión. En años posteriores, diversos alpendres, ampliaciones y otro tipo de reformas alteraron por completo el edificio. A día de hoy se conserva la nave principal, tanto con modificaciones internas como externas. Estas últimas dificultan la apreciación del pazo desde el exterior, ya que a simple vista estamos visualizando varias casas con diferentes añadidos de materiales variados (sillarejo, bloque, ladrillo, etc.). Su fachada oeste, con su prominente chimenea y una ventana en el primer piso que conserva la ornamentación en cantería, es a día de hoy la característica más llamativa del Pazo de Fontelo.